# 낸시 드리셀

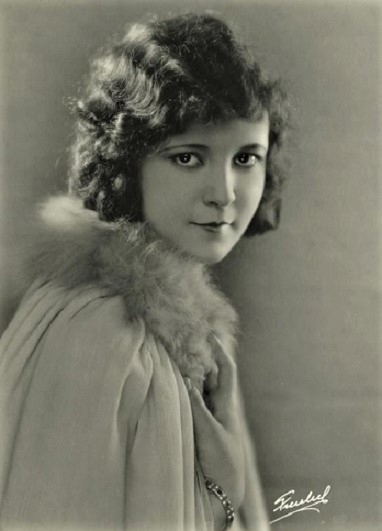

낸시 드리셀(Nancy Drexel, 1910년 4월 6일 ~ 1989년 11월 19일)은 미국의 배우, 영화배우이다.
뉴욕에서 태어났다.

## 영화
- 라일리 더 캅 (1928년)